# Thaddäus Anton Dereser
Thaddäus Anton Dereser (ur. 3 lutego 1757 we Frankfurcie nad Menem, zm. 16 czerwca 1827 r. we Wrocławiu) – niemiecki teolog katolicki, specjalizujący się w hermeneutyce, egzegezie, teologia pastoralnej oraz dogmatyce; karmelita; nauczyciel akademicki związany z uczelniami w Strasburgu, Heidelbergu, Fryburgu Bryzgowijskim, Lucernie i Wrocławiu.

## Życiorys
Urodził się w 1757 roku we Frankfurcie nad Menem w rodzinie katolickiej. W młodości zdecydował się wstąpić do zakonu karmelitów. Śluby zakonne złożył w Kolonii 18 października 1777 roku. Z kolei święcenia kapłańskie otrzymał w 1780 roku w Moguncji. Studiował teologię na Uniwersytecie w Würzburgu, a następnie na Akademii, a od 1783 roku Uniwersytecie w Bonn, który ukończył w 1791 roku. Specjalizował się tam w hermeneutyce oraz językach orientalnych.
W 1791 roku został wysłany do Strasburga, gdzie objął stanowisko profesora teologii i egzegezy. Ponadto był miejscowym kaznodzieją oraz rektorem tamtejszego seminarium duchownego. W czasie Wielkiej Rewolucji Francuskiej odmówił złożenia przysięgi wierności władzą cywilnym przez co został uznany za kontrrewolucjonistę, a także uwięziony i skazany na śmierć. Wkrótce potem kara ta została zamieniona na deportację. Nie jest jasne czy do niej doszło, ponieważ jedynym znanym faktem jest odzyskanie przez niego wolności wraz z upadkiem rządów Maximiliena de Robespierre’a w 1794 roku. W 1796 roku wrócił do Niemiec, osiadając w klasztorze w Heidelbergu.
W 1799 roku został profesorem języków wschodnich, egzegezy i teologii pastoralnej na Uniwersytecie w Heidelbergu. W tym okresie miał zostać koadiutorem biskupa strasburskiego, jednak jego nominacja została powstrzymana przez margrabię Badenii Karola Fryderyka. W 1807 roku został profesorem na Albert-Ludwigs-Universität we Fryburgu. Trzy lata później został proboszczem w parafii w Karlsruhe i Konstancji. Od 1811 do 1814 roku pełnił funkcję rektora w Seminarium Duchownym w Lucernie. Jego poglądy budziły zastrzeżenia ze strony władz kościelnych, ponieważ starał się racjonalistycznie podejść do wielu spraw w Piśmie Świętym przez co został usunięty.
W 1815 roku odpowiedział na zaproszenie władz nowo powstałego Królewskiego Uniwersytetu Wrocławskiegoi przeprowadził się do Wrocławia, gdzie został profesorem dogmatyki oraz kanonikiem katedralnym. Na przełomie 1819 i 1820 roku piastował urząd rektora tej uczelni. Tam też spędził resztę lat swojego życia i zmarł w 1827 roku.